# Coprinellus dilectus
Coprinellus dilectus är en svampart som först beskrevs av Elias Fries, och fick sitt nu gällande namn av Redhead, Vilgalys & Moncalvo 2001. Coprinellus dilectus ingår i släktet Coprinellus och familjen Psathyrellaceae.   Inga underarter finns listade i Catalogue of Life.